# NGC 342
NGC 342 est une galaxie lenticulaire située dans la constellation de la Baleine. NGC 342 a été découverte par l'astronome allemand Albert Marth en 1864.

## Caractéristiques
Sa vitesse par rapport au fond diffus cosmologique est de 5 497 ± 35 km/s, ce qui correspond à une distance de Hubble de 81,1 ± 5,7 Mpc (∼265 millions d'al).
À ce jour, une mesure non basée sur le décalage vers le rouge (redshift) donne une distance d'environ 107,000 Mpc (∼349 millions d'al). Cette valeur est à l'extérieur, mais compatible avec les valeurs de la distance de Hubble.